# سيسيل هولمز
سيسيل هولمز (بالإنجليزية: Cecil Holmes)‏ هو نقابي وكاتب ومخرج نيوزلندي، ولد في 23 يونيو 1921 في Waipukurau ‏ في نيوزيلندا، وتوفي في 24 أغسطس 1994 في Darlinghurst ‏ في أستراليا.

## وصلات خارجية
- سيسيل هولمز على موقع IMDb (الإنجليزية)
- سيسيل هولمز على موقع أول موفي (الإنجليزية)
- سيسيل هولمز على موقع قاعدة بيانات الفيلم (الإنجليزية)
- سيسيل هولمز على موقع كينوبويسك (الروسية)